# ۲۳ شهریور
۲۳ شهریور صد و هفتاد و هشتمین روز سال در گاه‌شماری خورشیدی است. به پایان سال ۱۸۷ روز (۱۸۸ روز در سال کبیسه) باقی‌است.

## رویدادها
- ۱۳۲۹ - حادثه ۲۳ شهریور ۱۳۲۹ فروند داگلاس دی‌سی-۳
- ۱۳۸۱ - آغاز قتل‌های محفلی کرمان
- ۱۳۸۵ - سفر انوشه انصاری به‌عنوان نخستین زن گردشگر فضایی به دور مدار زمین[۱]
- ۱۳۹۷ - حمله ۱۳۹۷ سفارت ایران در پاریس

## زادروزها
- ۱۳۵۹ - لیندا کیانی، بازیگر
- ۱۳۶۲ - خسرو حیدری، بازیکن فوتبال
- ۱۳۶۲ - آرش برهانی، بازیکن فوتبال
- ۱۳۷۲ - کامیار بامداد، کمدین

## درگذشت‌ها
- ۱۳۷۷ - شیون فومنی، شاعر
- ۱۳۷۸ - مرتضی راوندی، پژوهشگر و مورخ
- ۱۳۸۹ - هانیبال الخاص، نقاش
- ۱۳۹۷ - مهدی آرین نژاد، دوبلور و بازیگر
- ۱۴۰۲ - محمد محمدعلی، نویسنده